# Didactylia pura
Didactylia pura är en skalbaggsart som beskrevs av Schmidt 1913. Didactylia pura ingår i släktet Didactylia och familjen Aphodiidae. Inga underarter finns listade i Catalogue of Life.